# ドミニカ共和国関係記事の一覧
ドミニカ共和国関係記事の一覧（ドミニカきょうわこくかんけいきじのいちらん）
ドミニカ共和国関係記事の一覧。ドミニカ共和国の人物一覧も参照。

## 英数字・記号
- .do
- ISO 3166-1
- ISO 4217

## あ行
- マティ・アルー
- ウィンターリーグ
- エスタディオ・キスケージャ
- エスタディオ・シバオ
- エスタディオ・テテーロ・バルガス
- エスタディオ・フランシスコ・ミチェリ
- エスタディオ・フリアン・ハビエル
- デビッド・オルティーズ

## か行
- バルビーノ・ガルベス
- ロビンソン・カノ
- ドミンゴ・グスマン
- ブラディミール・ゲレーロ

## さ行
- サントドミンゴ
- サント・ドミンゴの植民都市
- サミー・ソーサ
- アルフォンソ・ソリアーノ

## た行
- ダハボン州
- ロビンソン・チェコ
- 中南米出身者の一覧
- ミゲル・テハダ
- ドミニカ共和国の国章
- ドミニカ共和国の国歌
- ドミニカ共和国の国旗
- ドミニカ共和国の鉄道
- トラテロルコ条約

## は行
- バチャータ (音楽)（英語版）
- バチャータ (ダンス)（英語版）
- トニー・バティスタ
- ビジャ・メジャのコンゴの人々の聖霊集団の文化空間（英語版）
- フアン・フェリシアーノ
- トニー・フェルナンデス
- ホセ・フェルナンデス
- アルバート・プホルス
- エスターリン・フランコ
- フリオ・フランコ
- ペソ
- エイドリアン・ベルトレ
- ティモニエル・ペレス
- ルディ・ペンバートン
- 北中米カリブ海サッカー連盟

## ま行
- ドミンゴ・マルティネス
- ペドロ・マルティネス
- ムラート

## ら行
- マニー・ラミレス
- アレックス・ロドリゲス